# Воар
Воар (фр. Voire) је река у Француској. Дуга је 56 km. Улива се у Об. 